# Doc-O-Matic
Doc-O-Matic es un generador de documentación comercial automático que crea sistemas de documentación, incluyendo:
- Documentación del código fuente.
- Ayuda en línea.
- Manuales de usuario en PDF.
- Ayuda basada en el navegador.
- Ayuda HTML.
- Ayuda MS 2.
- Ayuda Windows.
- RTF.
- XML.

Doc-O-Matic soporta todos los formatos de archivo principales del proyecto así como los lenguajes de programación siguientes:  
- C/C++.
- C++/CLI.
- C#.
- Delphi.
- Lenguaje de programación Java.
- IDL.
- VB.NET.
- JavaScript.
- MATLAB.
- ASP.NET.
- JSP.

Se puede conseguir en tres versiones:
- Doc-O-Matic 6 Professional.
- Doc-O-Matic 6 SRC.
- Doc-O-Matic 6 for Authoring.